# Station Opacz
Station Opacz is een spoorwegstation in de Poolse plaats Opacz Kolonia.